# Alamis caffraria
Alamis caffraria là một loài bướm đêm trong họ Noctuidae.